# Oleksandr Horyainov
Oleksandr Serhіyovich Horyainov (Kharkiv, 29 de junho de 1975) é um futebolista profissional ucraniano que atua como goleiro, atualmente defende o Metalist Kharkiv.

## Carreira
Oleksandr Horyainov começou sua carreira no Olympik Kharkiv em 1992 e logo foi para o Metalist Kharkiv.